# S/2004 S4
S/2004 S 4 is een maan van Saturnus ontdekt door J.Spitale op 21 juni 2004. De maan is ongeveer 3-5 kilometer in doorsnede en draait om Saturnus in 0,618 dagen. S/2004 S4 is sinds de ontdekking niet meer gezien.